# سوباش جاي
سوباش جاي هو كاتب سيناريو ومنتج أفلام ومخرج وممثل هندي (وحمل سابقاً جنسية الراج البريطاني)، ولد في 24 يناير 1945 في الهند. من الجوائز التي نالها جوائز فيلم فير.

## أعمال

### أفلام
- (1997) بلد اجنبي
- (1999) إيقاع
- (2006) 36 شارع الصين

- فلم خالناياك الوغد खलनायक khalnayak) 1993 )

## جوائز
- جوائز فيلم فير

## وصلات خارجية
- سوباش جاي على موقع IMDb (الإنجليزية)
- سوباش جاي على موقع ألو سيني (الفرنسية)
- سوباش جاي على موقع أول موفي (الإنجليزية)
- سوباش جاي على موقع قاعدة بيانات الفيلم (الإنجليزية)
- سوباش جاي على موقع كينوبويسك (الروسية)